# Grigori Gradovski
Grigori Konstantinovitch Gradovski (em russo:  Григорий Константинович Градовский; gubernia de Kherson, 31 de outubro de 1842 — Petrogrado, 13 de abril de 1915) foi um jornalista, ensaísta, publicista e editor do Império Russo.

## Biografia
Gradovski nasceu em 31 de outubro de 1842 na gubernia de Kherson, então parte do Império Russo, mas hoje da Ucrânia. Graduou-se na Universidade de Kiev. Foi contribuinte de diversas publicações, inclusive, no início da década de 1870, sendo editor da Grajdanin sob Fiódor Dostoiévski e seu irmão. Em 1876, começou a publicar seu próprio jornal, Russkoe Obozrene, que, após três suspensões e diversos avisos, foi encerrado pelas autoridades imperiais em 1878, levando Gradovski a tornar-se correspondente na Guerra Russo-Turca no mesmo período. Envolveu-se em diversas controvérsias, como ao escrever livro criticando duramente a figura de Mikhail Skobelev e defendendo a comunidade judaica russa e a liberdade de expressão. Morreu em 13 de abril de 1915 em Petrogrado.

## Legado
Gradovski exerceu certa influência sobre Dostoiévski, com quem conviveu em vida, apesar de defender, diferentemente deste, que o Oriente jamais teria libertado os servos sem a influência dos ocidentalistas.
A neta de Gradovski, a também jornalista Ekaterina, casou-se com o líder nacionalista Vasily Shulgin.